# Weimarer Preisaufgaben
Unter der Bezeichnung Weimarer Preisaufgaben schrieb Johann Wolfgang Goethe in den Jahren von 1799 bis 1805 einen Wettbewerb zur Förderung der bildenden Kunst aus. Der Gewinner dieses im Anschluss an Goethes Italienreise und unter dem Einfluss von Winckelmanns Griechenlandbegeisterung initiierten Kunstpreises wurde, abgesehen von einem Geldpreis, durch eine Besprechung seiner Arbeit durch Johann Heinrich Meyer oder Friedrich Schiller in der Zeitschrift Die Propyläen gefördert.

## Die Propyläen
Mit der Gründung der Propyläen verbanden Goethe und Meyer ausdrücklich die Absicht, durch kunsthistorische Forschung, durch kunsttheoretische Reflexion und kunstkritische Analyse im Sinne eines klassizistischen Kunstprogramms auf die Künstler und Kenner ihrer Zeit einzuwirken. Dichtung und Kunst sollten anhand von Vorbildern aus der klassischen Antike zeigen, wie der einzelne seinen Charakter veredeln könnte. Die Zeitschrift war in ihrer Tendenz gegen die Romantik gerichtet.
Ab 1802 erschienen die Rezensionen in einem Beiblatt der Allgemeinen Literatur-Zeitung, da die Propyläen wegen mangelnden Absatzes ihr Erscheinen einstellen mussten.

## Der Wettbewerb

### Bedingungen
Die Wettbewerbsbedingungen wurden während der ganzen Zeit nicht verändert. Bewertet wurden nur Zeichnungen. Die gestellten Themen stammen fast alle aus der Ilias und der Odyssee des Homer, es gab wenige historische Themen und nur eins ohne mythologischen oder historischen Hintergrund.
Gefordert waren größte Einfachheit und Ökonomie in der Darstellung und in der Ausführung ein reinlicher Umriss mit der Feder. Lavierungen und der Gebrauch von Kreide waren erlaubt.
1804 wurde der Preis nicht vergeben. In der Weimarer Ausstellung waren gleichzeitig Zeichnungen von Asmus Jakob Carstens zu sehen, gegen deren herausragende Qualität die eingereichten Arbeiten offenbar zu stark abfielen, so dass man von einer Preisverleihung absah. Die letzte Preisverleihung fand 1805 statt. Die Hälfte des Preises wurde an den jungen Caspar David Friedrich, dem Protagonisten romantischer Malerei, vergeben, dessen Landschaftszeichnungen Prozession bei Sonnenaufgang und  Fischerhütte am See mit den Themenstellungen der Vergangenheit nichts mehr gemein hatten.

### Ziel des Wettbewerbs
Die Preisaufgaben sind als Goethes Versuch zu sehen, Einfluss auf die bildenden Künste seiner Zeit zu nehmen. Entstanden war die Idee aus nostalgischen Erinnerungen an seine Zeit in Rom, wo es offenbar in der Gesellschaft von Künstlern, Kennern und Kunstliebhabern nach der Diskussion bestimmter Themen zu einer spontanen Ausführung durch die Künstler kam. Das Zusammenwirken von Künstlern, Kennern und Kunstliebhabern wurde von Goethe als fruchtbare Konstellation für die Kunstentwicklung gesehen. Die Situation eines Wettbewerbs war dabei nichts Ungewöhnliches: Philipp Otto Runge erzählte Goethe von ähnlichen Erfahrungen an der Akademie in Kopenhagen. Ein derartiger Wettbewerb war für die Künstler auch insofern attraktiv, als durch die Rolle Goethes als Freund und Förderer der bildenden Kunst der Status des Künstlers selbst aufgewertet wurde, indem Goethe nämlich die Absicht verfolgte, die Kunst selbst zu höherer Vollkommenheit zu führen und dieser einen umfassenden Bildungswert für die Gesellschaft zuzusprechen. Die Berufs- und Karriereaussichten dürften für die damaligen Absolventen der Akademien alles andere als rosig  gewesen sein, gab es doch in dem kleinstaatlich organisierten Deutschland kein wirtschaftlich und politisch mächtiges Zentrum, das die besten Künstler hätte anziehen und finanzieren können, mit dem Effekt einer Steigerung des allgemeinen Niveaus und einer Vorbildwirkung für den künstlerischen Nachwuchs.
Goethes Projekt kann als Versuch angesehen werden, in Weimar ein geistiges Zentrum zu etablieren, von dem aus Standards und Richtlinien – und zwar die eines konsequenten Klassizismus – formuliert und praktiziert wurden, die ihrerseits vorbildlich für den Kunstbetrieb in Deutschland werden sollten.
Die Absichten Goethes und die in den Ausstellungen gezeigten Arbeiten wurden zwar von der Kritik freundlich aufgenommen, insgesamt war das künstlerische Ergebnis aber aus heutiger Sicht enttäuschend.
Mit der aufkommenden Romantik distanzierten sich die Künstler von einem als trocken, steif und kopflastig empfundenen Klassizismus, wie sie ihn in Weimar vertreten sahen, um sich neuen Feldern – wie der Landschaftsmalerei und dem privaten, empfindsamen Porträt – zuzuwenden.

### Bekannte Teilnehmer
- Peter von Cornelius (1783–1867)
- Caspar David Friedrich (1774–1840), Preisträger 1805
- Ferdinand Hartmann (1774–1842)
- Erdmann Hummel (1769–1852)
- Ludwig Hummel (1770–1840), Gemeinsamer Preisträger 1802
- Johann August Nahl der Jüngere (1752–1825), Preisträger 1801
- Franz Riepenhausen (1786–1831)
- Johannes Riepenhausen (1787–1860)
- Philipp Otto Runge (1777–1810)
- Johann Martin von Rohden (1778–1868), Gemeinsamer Preisträger 1802
- Veit Hanns Schnorr von Carolsfeld (1764–1841)
- Christian Friedrich Tieck (1776–1851)